# Siegfried Pokern
Siegfried Pokern (* 19. September 1976 in Berlin; † 15. März 2008 in Bergen bei Bichlbach, Außerfern) war ein deutscher Opern- und Operettensänger (Tenor), der seit Beginn der Spielzeit 2002/2003 dem Ensemble des Staatstheaters Braunschweig angehörte.

## Leben

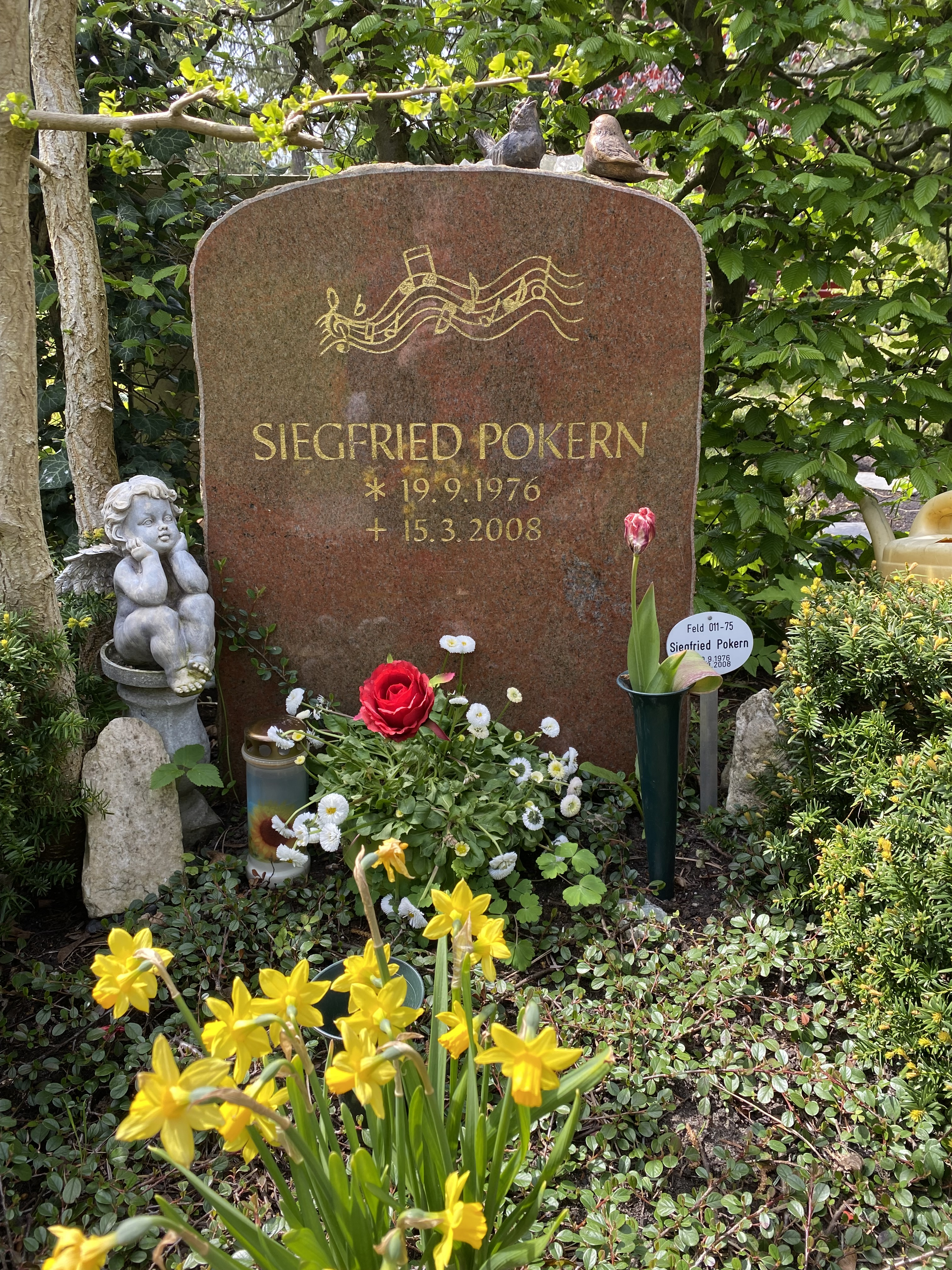
Grabstätte auf dem Friedhof Zehlendorf

Viele Jahre sang er im Staats- und Domchor Berlin unter Christian Grube. Sein Gesangsstudium an der Berliner Hochschule der Künste bei Dietmar Hackel und an der Hochschule für Musik „Hanns Eisler“ Berlin bei Scot Weir schloss er 2002 mit Diplom ab. Schon vorher (1998) erhielt er den Franz-Grothe-Preis beim Bundeswettbewerb Gesang.
1999 debütierte er als Cupido in Orpheus in der Unterwelt an der Komischen Oper Berlin und sang 2001 den Basilio (Die Hochzeit des Figaro) beim Internationalen Chiemgau-Festival. Gastspiele führten ihn nach Freiburg im Breisgau, Bremen und Schwerin. In Braunschweig war Siegfried Pokern als Missail (Boris Godunow), Graf (Die tote Stadt), Freddy (My fair Lady), Monostatos (Die Zauberflöte), Dancairo (Carmen), Gustl (Das Land des Lächelns) und Soldat (Der Kaiser von Atlantis) zu erleben. Weitere Rollen waren Alcindor in La Bohème, Graf Boni Káncsiánu in der Csárdásfürstin, Mottel Kamzoil in Anatevka sowie Gastone, Visconte de Letorières, in La traviata.
Zuletzt war er in den meisten Opern und Operetten des Staatstheaters Braunschweig vertreten. Im Sommer 2008 sollte er eine Hauptrolle in der Freiluft-Oper Der fliegende Holländer auf dem Braunschweiger Burgplatz spielen.
Am 15. März 2008 wurde der Opernsänger in Tirol als vermisst gemeldet. Seine Leiche wurde am 23. Mai im Außerfern auf 1800 Metern entdeckt. Er ist vermutlich bei der Überquerung vom Pfuitjöchle zur Hochschrutte in den Ammergauer Alpen mit einer Wechte abgebrochen und 400 Meter abgestürzt.
Seine letzte Ruhestätte erhielt Siegfried Pokern auf dem Berliner Friedhof Zehlendorf (Grablage 011-75).